# Plectris argentina
Plectris argentina är en skalbaggsart som beskrevs av Bruch 1909. Plectris argentina ingår i släktet Plectris och familjen Melolonthidae. Inga underarter finns listade i Catalogue of Life.